# Apanteles dakotae
Apanteles dakotae är en stekelart som beskrevs av Muesebeck 1921. Apanteles dakotae ingår i släktet Apanteles och familjen bracksteklar. Inga underarter finns listade i Catalogue of Life.